# 테일즈 오브 베스페리아
《테일즈 오브 베스페리아》(일본어: テイルズ オブ ヴェスペリア, Tales of Vesperia)는 2008년8월 7일에 반다이 남코 게임즈에서 발매된 엑스박스 360용 RPG 게임이다. 몇가지 요소를 추가하여 플레이 스테이션 3판이 2009년 9월 18일 발매. 한국에서는 매뉴얼만 한글화되어 발매되었다.

## 개요
《테일즈 시리즈》의 10번째 작품. 약칭은 〈베스페리아〉, 〈TOV〉테일즈 특징의 고유 장르명은 "〈정의〉를 관철하는RPG." 캐릭터 디자인은 후지시마 코스케(藤島康介)
XBOX 360의 발매일에는 HDMI단자 탑재 스탠다드 모델 본체, 본소프트, 오리지날 페이스 플레이트, 수록 대본 모형을 동봉한 프리미엄 한정팩이 37,800엔(세금 포함)으로 발매되었다.발매 첫 주에는 약 10.1만개, XBOX360 본체가 극도의 품귀상태를 빚는 큰 인기를 얻어, 마이크로소프트가 본체의 제품 부족을 사죄하는 등 큰 사태가 일어났다. 그 후에도 매상은 서서히 늘어나 〈테일즈 오브 매거진〉의 요시즈미 마코토(吉積信)의 인터뷰에 의하면 일본 내 출하 누계는 20만개를 기록했다고 한다.
2009년 4월 6일 추가 요소를 포함한 PS3판 시리즈가 발표되었다. 또한 테일즈 시리즈 처음으로 극장판 테일즈 오브 베스페리아 ~The First Strike~(テイルズ オブ ヴェスペリア ～The First Strike～)이 결정된 사실을 발표하였다. 극장판 공개일은 2009년 10월 3일 예정, 감독은 이노센스(イノセンス)등을 만든 카메이 탄카(亀井幹太), 작화감독은 마츠타케 토쿠유키(松竹徳幸), 제작은 프로덕션 I.G 등 시리즈의 애니메이션 파트를 담당해왔던 스탭이 진행한다. 또한 PS3판 과의 연동요소도 예정되어 있다.

## 스토리
고대의 기술로 탄생한 마도기(블래스티어)의 은혜를 받은 세계, 테르카 류미레스. 사람들은 마도기의 힘을 빌려 도시를 거대한 결계로 감싸 마물로부터 자신들을 지키며 평화로운 날들을 보내고 있었다. 세계를 통치하던 단 하나의 제국은 구 문명의 유산인 블래스티어를 엄격한 통제 하에 두었기 때문에, 그 혜택은 일부 사람에게 치우쳐 있었다. 이에 반발한 가난한 자들은 권리를 요구하며 조직 길드를 설립, 충돌과 화해의 역사를 거쳐 쌍방이 얽힌 복잡한 사회가 형성되기에 이르렀다. 10년 전, 마물들이 대거 들이닥친 인마 전쟁이 있었고, 선 황제의 붕어 후 제국은 공석 상태가 계속되고 있었지만, 그래도 세계는 대체로 평화로워 보였다.
제국의 수도 자피아스에 사는 청년, 유리 로웰은 어느날 마을의 수도마도기(아쿠에 블래스티어)에서 마핵(코어)를 훔쳐간 도둑, 모르디오를 쫓다가 감옥에 갇히게 된다. 감옥에서 탈옥한 그는 성 안에서 기사에게 쫓기던 소녀, 에스테리제와 만난다. 유리는 플렌을 만나고 싶다는 그녀를 플렌의 방까지 안내하지만 플렌은 이미 기사순례를 떠난 뒤였다. 그때 플렌을 노리는 암살자가 나타나고 어떻게 위기를 벗어난 유리는 에스테리제와 함께 성을 탈출한다.
마을에 돌아간 유리는 아쿠에 블래스티어를 찾아 여행을 떠날 것을 결의하고 에스테리제 또한 플렌을 찾기 위해 그의 여행길에 동행하게 된다.
유리는 그 여행에서 자신을 둘러싼 세상의 진실과, 눈을 돌릴 수 없는 부패한 현실에 직면하게 된다.

## 시스템

### 스킬
각 캐릭터에 특수효과를 부여하는 시스템. 스킬을 습득해 캐릭터에 셋팅함으로써 다양한 특수 능력을 얻을 수 있다.
스킬은 무기마다 정해져 있고, 방어구나 악세사리에는 존재하지 않는다.
LP (러닝 포인트)
스킬을 가진 무기를 장비한 상황에서 전투를 계속함에 따라 LP(러닝 포인트)가 축적된다. 스킬에 대한 LP가 일정 기준치 이상 이르면 스킬을 습득하여, 이후 장비를 장착하고 있지 않아도 각 캐릭터에 부여된 SP(스킬 포인트)를 할당해 언제든지 사용 가능하다.
같은 카테고리의 스킬을 많이 습득하면 스킬 심볼이 나타나 오버리미트시 특수효과를 발휘한다.
스킬 변화기
특정 스킬을 장비한 상태로, 대응하는 기술을 사용하면 기술이 한층 더 향상된 스킬로 변화된다. 변화한 기술을 계속 사용하면 스킬과 마찬가지로 개별적으로 습득하는 것이 가능. 동일한 기술에도 장비 스킬에 따라 변화기가 복수로 존재하는 기술도 있다.

### EFR-LMBS (이볼브드 플렉스 레인지 리니어 모션 배틀 시스템)
'테일즈 오브 디 어비스'를 기반으로 발전시킨 전투 시스템으로, 3D필드를 자유롭게 달리는 프리런에 다양한 시스템이 추가 되었다.
페이탈 스트라이크
적에게 설정되어 있는 술식에 대한 내구치가 제로로 된 순간에 RT버튼을 누르는 것으로, 전용 연출과 함께 일반적인 적을 한 방에 쓰러뜨릴 수 있다.(보스의 경우에는 추가 대미지) 성공시키면, HP회복이나 공격력 상승 등의 보너스가 주어진다.
오버 리미트(OVL)
화면 좌측의 OVL 게이지가 찬 상태에서 십자키를 조작하면 일정 시간동안 오버리미트 상태가 된다. 오버리미트는 4단계까지 레벨이 설정되어있으며, 레벨에 따라 오버리미트 상태의 캐릭터가 두른 오라의 색상이 변화한다. 레벨 1 상황에서 기술의 영창시간 파기, 기술의 무한 제휴 가능, 버스트 아츠 발동가능 등의 효과가 있고, 레벨업 할 때마다 특수 효과가 늘어난다. 레벨을 올리기 위해서는 전용 아이템을 합성해 만들어야 한다.
버스트 아츠 / 비오의
말그대로 초강력한 필살기술. 오버 리미트나 상급술같은 종류의 기술을 발동하고 버튼[A버튼]을 계속 누르고 있으면 버스트 아츠를 사용할 수 있다. 또한, OVL 3레벨 이상일 때 스킬 '스페셜'을 장비하고 특수한 조작을 하면 전용 컷이 삽입된 비오의를 발동시킬 수 있다. 버스트 아츠에서 비오의로 제휴 가능. 다만 이 비오의는 아군 뿐만 아니라 일부 적이 사용하는 일도 있다.
시크릿 미션
보스전의 경우에는 특정한 미션이 숨겨져있는 경우가 있다. 전투 중 특정조건을 만족시키고 '시크릿 미션'을 클리어하면, 보상을 받거나 보스 공략이 쉬워진다. 만족시키고서 클리어하면 전투 후 평가화면에 'Secret Mission Complete!'라고 표시되며 아이템을 받는 경우도 있다.

### 합성
전투로 얻은 재료 등을 합쳐 강화 무기나 특수 아이템을 만드는 시스템. 합성을 통해서만 얻을 수 있는 아이템도 존재한다.
합성은 각지에 있는 상인을 통해 실시할 수 있으며, 가게의 메뉴에서 합성을 선택하면 합성 가능한 아이템과 필요한 재료가 표시된다. 참고로 재료는 전투나 필드상의 탐색 포인트에서 입수 가능하다.

### 그 외
칭호
캐릭터의 별명. 이벤트 등 특정조건을 만족하면 습득. 일부 칭호는 코스튬이 변한다.
어태치먼트(attachment)
악세사리의 일종. 장착하면 능력치는 변하지 않으나 캐릭터의 외모가 바뀐다. 착용할 수 있는 것은 한가지.
요리
본 게임에서는 만드는 캐릭터와 요리 종류에 따라 성공했을 때 새로운 레시피를 개발하는 것이 가능하다.
또한 요리하는 사람에 따라 잘하는 요리・잘 못하는 요리가 있다.
캐릭터에 따라 취향이 있어, 좋아하는 요리이면 효과가 오르나, 싫어하는 요리이면 효과가 내려간다.
기간트 몬스터
세계 각지에 존재하는 보스급 몬스터(9종). 전투가 시작되면 도주는 불가능하다. 전투에서 이긴 후에 맵을 바꾸면 낮은 확률로 부활한다.

## 용어
테르카 류미레이스
유리가 사는 본 작품의 세계. 대부분의 거리는 마귀의 침입을 막기 위해 결계에 지켜지고 있다.
일반인 대부분은 밖에 나와보는 일 없이 생애를 마치는 경우가 많다.
크리티아 족
테르카 류미레이스에 존재하는 인간에 가까운 종족. 긴 귀와 그 뒤에 긴 촉수가 특징. 성격은 낙관적이며 호기심이 왕성한 마이페이스.
대부분의 크리티아 족은 학자기질로 싸움을 싫어하고, 인간과는 우호적인 관계를 유지하고 있다.
공중 도시 묘르조에 사는 크리티아 족은, 바깥 세계와 교류를 끊고 마도기를 파기한 생활을 하고 있다.
사물에 담겨진 정보를 읽어내는 '나기구'라는 특수 능력 덕분에 크리티아 족은 전투 시 무성마도기를 필요로 하지 않는다.
에아르
세계가 최초로 만들어졌을 때의 잉여 에너지가 지중에 모인 것. 산소와 같이 공기에 섞여 존재하는, 테르카 류미레이스의 에너지원.
마도기는 에아르를 흡수해 작동한다. 산소와 마찬가지로 농도가 높으면 높을수록 인체에 악영향을 미친다.
에아르 클레이네
세계에 산재한 에아르의 원천. 에아르를 방출하여 세계의 에알 총량을 유지하기 위해 기본적으로 농도가 높고, 현재 에아르 클레이네의 주위 환경은 비정상인 발달을 이루고 있다. 위에 서술한 대로 인간이 들어오는 것은 힘들다. 에아르가 소비되면 소비될수록, 그것을 보충하기 위해 에알 방출이 활발하게 되어 괴현상이 늘어나기 쉽다.
마도기（블래스티어）
고대의 산물. 그 동력원인 마핵(코어)는 간단한 것이라 복원은 성공했으나, 현대 기술로 만드는 것은 기본적으로 불가능하다.유적에서 발굴되며 형태가 완전한 것은 그 수가 적어, 일반인은 좀처럼 손에 넣을 수 없다.
발굴은 주로 '유구의 문'이 행하고 있다. 길드에 소속되어 있으면 손에 넣을 수 있는 기회는 있는 것 같다.
무성마도기（바디 블래스티어）
붙이고 있으면 자신의 능력을 높여주는 마도기. 이것이 있으면 일반인이라도 강력한 마술 등을 사용할 수 있게 된다.
무기나 방어구에 담겨 있는 무기 능력(스킬)을 읽어들여, 획득하는 데 쓸 수 있다.
결계마도기（실드 블래스티어）
주로 마을에 설치되어 있다. 이름대로 마을을 지키는 결계를 만들어 낸다. 하루루의 결계마도기는 나무와 동화시킨 유기형.
수도마도기（아쿠아 블래스티어）
분수 등 물의 공급에 사용되는 마도기. 제국의 수도 변두리에서는 마핵을 빼앗겨 작동하지 않게 된다.
측온마도기（서모 블래스티어）
단순한 구조로 된 제작 가능한 소형마도기. 체온을 측정할 수 있다.
심장마도기（카디스 블래스티어）
심장을 대신해 인체에 넣는 것으로, 생명력을 동력으로 심장과 같은 기능을 한다. 헤르메스에서 개발한 헤르메스식 마도기의 일종.
헤르메스식 마도기 (헤르메스식 블래스티어)
10년 전 마물과의 전쟁에 계기가 된 마도기.
본래는 제조불가능하나 현재 문명에 의해 만들어져, 그 존재는 세상에 밝혀져 있지 않다. 종래의 마도기보다 강력하지만 방대한 에아르를 소비하기 때문에, 각지에 에아르 클레이네가 대량 발생하는 직접적인 원인이 되고 있다.
리조마터의 공식
지금까지 생산·소비되기만 했던 에아르를 환원시키는 일로, 쓸데없는 에아르의 확산을 억제하기 위한의 방정식. 발견은 했지만 이야기 시작 시점에서는 실증에 이르지 못했다.
시조의 예장 (엔테레케이아)
테르카 류미레이스에 존재하는 동물이, 긴 시간을 거쳐 독자적으로 진화를 이룬 존재의 총칭.
그 진화 형태를 살펴보면 다양한 여러 종류의 모습을 확인할 수 있는데 몸은 대체로 거대. 지능이 높아 사람의 말을 이해하며, 인간의 모습을 본뜨거나 대화가 가능한 개체도 존재한다. 대기중의 에아르를 섭취해 원동력으로 삼는 공통점이 있고, 독자적인 시점으로 세계를 관리하고 있는 존재라고도 할 수 있다.
정령
고대의 언어로 〈물질의 정수를 관장하는 존재〉라는 의미. 시조의 예장이 한층 더 고차원으로 진화한 것.
성핵 (아파티아)
시조의예장이 긴 세월에 걸쳐 자신의 체내에 응축시킨 에아르 덩어리로, 시조의 예장이 목숨을 잃었을 때 결정이 되어 태어나는 것. 말하자면 그들의 생명 그 자체.
인마전쟁
10년 전에 템자 산에서 일어난, 인간과 마물간의 큰 전쟁. 그 진상은 의문에 쌓여 있으나, 진실은 태고의 맹약을 깨고 세계에 위해를 가하는 '헤르마스식 마도기'를 인간이 사용하는 것을 두려워한 시조의 예장과 인간들과의 싸움이었다.
하늘의 계전(데인노모스)
10년 전 인마전쟁에서 없어졌다고 여겨지는 황제의 증거. 황위계승 시 필요하지만 전 황제 재위중에 분실했기 때문에 황제 즉위 의식은 치러지지 못하고, 현재 황제는 공석인 채이다. 일반적으로 어떠한 형태인지는 모른다. 실은 듀크가 가지고 있는 검이 데인노모스이며, 에아르에 직접 간섭하는 힘을 가지고 있다.
호시하미
크리티아족의 태고에 전해져 내려오는, 에아르가 흐트러질 때에 나타나는 별 하나를 덮칠 정도로 거대한 〈재난〉. 과거에 호시하미를 물리쳤다고 하나, 어떻게 해서 물리쳤는지, 또 호시하미는 어떠한 재앙인지에 대해서는 전해져 있지 않다. 그러나 그것이 구전되어 현재에도 그 진상을 아는 사람이 있다고 한다.
그 정체는, 짓궂게도 세계를 지키려고 한 나머지, 에아르를 과잉섭취하여 폭주 끝에 변해버린 시조의 예장들의 말로.
자우데불락궁
한때 세계를 덮친 재난인 〈호시하미〉를 물리쳤다고 전해지는 궁극의 마도기.
리리의 명성
밤하늘에 가장 빛나는 별로, 유리 일행의 길드명의 유래이다. 오래된 전설에 의하면, 재난과 싸워 세계를 구한 남매의 오빠이며 전투 후 별이 되어 하늘에서 세계를 지켜보고 있다고 한다.
그 광채때문에 〈하늘에서 지켜보고 있다〉고 하지만, 실은 호시하미에게서 세계를 지키기 위한 초거대 결계마도기의 제어 위성이며, 자우데 지상 부분과 대를 이루는 〈만월의 아이〉가 쏘아 올린 상공의 인공위성이다. 세상에서는 밤하늘에 제일 먼저 눈에 띄는 별로서 사랑받고 있다.
만월의 아이
오래된 전설로 전해져 내려오는 여신. 〈리리의 명성〉의 여동생이며, 재난으로부터 세계를 구하고 지상에 남아 대지를 지켜보고 있다고 한다.
사실은 에아르를 힘으로 바꿔, 마도기가 없어도 마법을 사용할 수 있는 능력을 가진 고대의 지도자들의 총칭. 그 능력은 세상의 에아르를 어지럽히기 때문에, 시조의 예장들은 〈세계의 독〉이라며 멀리하고 있었다. 인간의 잘못으로 세상에 재난이 닥쳤을 때, 〈만월의 아이〉들은 지도자로서 속죄하기 위해, 스스로 재액을 봉인하기 위한 〈자우데불락궁〉의 원동력으로 희생한 것이었다.
황족은 얼마남지 않은〈만월의 아이〉의 후예이며, 대대로 황제는 미미하지만 그 능력을 계승하고 있다. 그러나 에스텔은 격세 유전격으로 태초의 〈만월의 아이〉라고 해도 손색없을 정도로 힘을 가지고 태어났으며, 그 힘은 역대 황족중에서도 가장 뛰어나다고 전해지고 있다.

## 등장인물

### 파티 캐릭터
늠름한 금성 (브레이브 베스페리아)
카롤이 유리와 함께 결성한 〈정의에 따라 일을 처리하며, 불의에는 벌을〉 〈한 사람은 길드를 위해서, 길드는 한 사람을 위해서〉를 신조로 하는 길드. 멤버는 카롤(수령), 유리, 라피드, 쥬디스.
각자 독자적인 목적을 갖고 여행을 하고 있으며, 유사 시에는 단결하는 강한 결속력도 보인다.
유리 로웰 (일본어: ユーリ・ローウェル, Yuri Lowell)
21세·신장 180cm 무기：검/도끼 서브:글로브
소리：토리우미 코스케
본편의 주인공. 제국의 수도·자피어스의 변두리 출신으로, 현재는 마을 경호를 하며, 마을 여관에 얹혀살고 있다. 이전에는 제국을 개혁하고자 기사단에 입단했지만, 부패한 현실을 목격하고 탈퇴했다. 수많은 작은 범죄를 저지르고 있다.
변두리의 수도 마도기를 훔친 범인을 찾다 투옥되어 탈옥하던 도중, 성 안에서 에스텔과 만난 것이 여행의 계기. 마핵을 탈환하는 김에〈플렌을 만나고 싶다〉는 소원을 들어주기 위해, 그녀와 함께 여행을 떠났다.
곧잘 빈정거리지만 심성은 인정이 넘치고, 사리사욕을 위해 다른 사람들에게 상처를 주는 사람들을 싫어하며, 자신의 손을 더럽힌다 해도 암살이라는 방법으로 자신의 〈정의〉를 관철한다.
기사인 플렌과는 사고방식이 달라 대립하지만, 자신의 의사를 굽히지 않고 관통하려는 확고한 결의를 가진 안티 히어로.
검을 저글링하는, 기발한 검 기술을 사용한다. 검 실력이 뛰어나지만, 마법은 본인이 마법을 배울 생각이 없기 때문에 전혀 사용할 수 없다.
에스텔 (일본어: エステル, Estelle)/에스테리제 시데스 휴라세인
18세·신장 165cm 무기:검/지팡이 서브:방패 클래스:귀부인
성우:나카하라 마이
본편의 히로인. 선 황제의 먼 친척이지만 황족의 혈통을 잇는 황녀이며, 평의회가 추천하는 차기 황제 후보. 만월의 아이로서 높은 능력을 가지고 있고, 마도기를 사용하지 않고 치유술을 쓸 수 있다.
성 밖으로 한 걸음도 나왔던 적이 없고 약간 속세와 떨어져 살고 있지만, 책벌레이기 때문에 매우 박식하다. 플렌에게 그가 생명의 위협을 받고 있다는 것을 알리기 위해, 성에서 만난 유리와 함께 탈주, 여행을 떠난다. 그때 유리가〈에스텔〉이라는 별명을 붙여, 이후 통칭이 된다.
매우 헌신적이고 무슨 일에도 열심히 하는 성격이지만, 상당한 완고한 성격으로, 한 번 결정하면 쉽게 물러서지 않는다. 매사 어떤 것에 열중하게 되면 주변 사람들의 소리가 들리지 않게 되거나, 자주 타인의 몸을 염려한 나머지 너무 힘을 써 무리하는 등, 동료들이 그 위태로운 모습을 걱정하고 있다.〈-인가요?〉라고 묻는 것이 특징. 소설에서는, 예전에 읽었던 그림책에 나온 〈레미리아〉라는 소녀의 이름을 붙인 작은 새를 기르고 있다. 1년 후에는 하루루에서 살고 있는 것 같다.
전투에서는 회복, 소생등의 마법을 잘 다룬다. 체력·공격력은 뒤떨어지지만, 높은 방어력을 자랑해, 접근전도 가능한 올라운드 플레이어.
플렌 시포(일본어: フレン・シーフォ, Flynn Scifo)
21세·신장 180cm 무기:장검 서브:방패 클래스:제국 기사
성우:미야노 마모루
유리의 소꼽친구. 유리와 같은 뜻을 갖고 기사단에 입단한 친구이며, 그가 탈퇴한 후에도 착실하게 출세를 거듭하고 있다. 근면 성실하고 정직한 성격으로, 부하나 시민들에게 신뢰받고 있으나, 그 영향력 때문에 귀족들은 그를 싫어하고 있다.
법과 규율을 준수하여, 제국 내부에서 고쳐나가는 것을 목표로 삼고있다. 그러나 타고난 완고한 성격때문에 규칙에 얽매여 알렉세이의 수상한 행동을 눈치챘으면서도 그에게 반목 하지 못하고 있다.
예전부터 어떤 일에도 유리보다 앞서가는 재치를 보이고 있다. 요리를 잘 하지만 자신이 잘 한다는 것을 자각하지 못하는 미각 음치.
본편에서는 첫 번째 전투에서만 파티에 가입한다. PS3판에서는 파티에 가입하는 기회가 증가하였다.
라피드(일본어: ラピード, Repede)
4세반·수컷·신장 170cm(꼬리 포함) 무기:단검 서브:목걸이 클래스:전투견
성우:이시이 마코토
눈빛이 날카로운 외눈박이 개. 듬직이 차분히 서있는 모습. 언제나 유리곁에 따르며, 그를 쭉 지켜보고 있다. 개이기 때문에 말은 할 수 없지만, 사람의 말을 이해하는 듯 유리와는 의사소통을 하는 영리함도 보인다. 조금 심술쟁이로, 기본적으로 유리와 플렌 이외에는 별로 따르지 않는다. 모친은 우수한 군용견이었던 것 같다. 과거의 주인이 죽었을 때 유리와 플렌이 주워 길렀다. 항상 물고있는 담뱃대는 전 주인의 유품이며 담배를 피우는 것은 아니다. 물에 약하고, 배를 타면 얌전해진다.
역대 시리즈에 등장한 특기의 이름에서 〈-검〉을 〈-견〉이으로 어레인지한 특기를 많이 익힌다.
카롤 카펠(일본어: カロル・カペル, Karol Capel)
12세·신장 135cm 무기:도끼/해머/양손검 서브:가방 클래스:소년 전사
성우:와타나베 쿠미코
길드 〈마가리의 검〉의 일원인 소년. 하루루의 결계 마도기 사건으로 유리 일행과 알게 되어, 그것을 인연으로 그들의 여행에 반 억지로 동행했다. 난과는 소꿉 친구로, 일찍이 그녀의 권유로 〈마가리의 검〉에 들어갔지만, 이야기 진행 중 탈주로 여겨져 해고된다. 그 전부터 여러 길드에 입단과 탈퇴를 반복해 고향인 당레스트에서는 차가운 대접을 받고 있다.
활발한 성격이지만 약간 허세가 심하고, 분수를 모르고 나서다 탈이 나는 일도 자주 있다. 한편, 떠돌며 살기 때문에 세간 사정을 잘 알고, 마물에 대한 지식도 풍부하며, 손놀림도 매우 좋다. 무서워하는 것은 벌레와 도깨비(리타만큼은 아니다). 네이밍 센스가 괴멸적.
이야기 중간에, 유리와 함께〈늠름한 명성〉길드를 세워 수령으로서의 본연의 자세를 생각하면서 조금씩 성장해 간다.
신장보다 큰 무기를 휘두르는 파워풀한 싸움을 한다. 챠지 스킬에 의한 파티의 폭발력을 자랑한다.
리타 몰디오(일본어: リタ・モルディオ, Rita Mordio)
15세·신장 150cm 무기:띠/채찍 서브:책 클래스:마도사(마도기 연구자)
성우:모리나가 리카
마도기의 연구에 권위있는 천재 소녀. 어린 나이임에도 불구하고 연구자로서 우수하지만, 자신의 생각에 대해 기탄없이 말하고 자신의 길을 가는 괴짜이기 때문에, 주위에서 멀리하고 있다. 마도기에 대해 깊은 애정을 갖고 있지만 사람과 대하는 것이 서투르고, 내면에 파고들면 갈팡지팡한다. 강한척 하지만 고소공포증이 있고 귀신을 무서워한다.
천애고아. 태어난 지 얼마 안되어 부친을 잃어 부친에 대한 기억이 별로 없다.
수도 마도기를 훔친 도둑으로 누명을 써 유리 일행과 만나게 되었다. 그때 에스텔의 특이 체질을 눈치채고, 연구를 위해 함께 여행에 동참한다. 처음에는 연구 대상으로 밖에 보지 않았지만 에스텔의 상냥함에 점차 그녀에게 마음을 열어 간다.
식의 이름을 씌운 전위 기술도 배웠지만, 파라미터는 완전한 후위 마술사이다.
레이븐(일본어: レイヴン, Raven)
35세·신장 170cm 무기:소궁/대궁 서브:단검 클래스:떠돌이
성우:타케모토 에이지
신출귀몰한 떠돌이. 전신에 수상한 기운이 맴돌고 있다. 유리와는 초반에 성의 지하소굴에서 만나, 탈옥을 도와주었다. 이랬다 저랬다 하는 언동으로 유리 일행을 몇 번이나 갈팡질팡하게 만들어, 파티에 가입한 후에도 멤버들이 수상하게 여기고 있다. 대충하는 말 여기저기에서 과거에 고생한 것이 묻어나지만, 그 속은 아무도 알 수 없는 익살꾼. 단 음식을 싫어한다. 또 더위에는 매우 강하지만, 추위에는 매우 약하다. 여자를 좋아하고, 당레스트에는 다수의 연인이 있다.
표면상으로는 5대 길드 중의 하나인 〈하늘을 쏘아 맞히는 활〉의 간부로, 평소에는 수령인 돈의 명령을 받고 각지를 돌아다니며 제국과의 교섭 역할을 맡고 있다. 돈과 신뢰 관계가 강하기도 하지만, 명령 이외의 부분에서 의심스러운 행동을 보이고 있다.
변형된 활과 단검을 쓰며 변환이 자유로운 스타일. 공격, 회복, 마법을 솜씨있게 잘 다룬다.
쥬디스(일본어: ジュディス, Judith)
19세·신장 175cm 무기:창/곤 서브:레가스 클래스:창병
성우:히사카와 아야
시조의 예장 바울과 함께 각지를 방랑하고 있는 크리티아족. 학자 기질의 일족으로서는 드물게 활동적으로, 호전적이고 마이 페이스인 성격. 누구에게도 상담하지 않고 일을 저질러 버리는 경우도 많다. 파티원 중에서 요리가 가장 능숙히하다.
부친은 헤르메스로, 아버지가 개발한 마도기가 원인이 되어 발발한 인마전쟁의 희생자. 전쟁 중에 부친을 잃고, 방랑 끝에 묘르조의 동포에게 몸을 의탁했다. 하지만 때를 기다리지 못하고, 아버지의 명예를 위해 마도기를 파괴하러 여행을 떠난다.
당초에는 바울 이외의 사람에게 마음을 열지 않고, 자신의 인생에 다른 사람을 받아들이지 않으려는 일면이 있었지만, 점차 동료나 유대관계를 깨닫고 동료들에게 마음을 열어간다. 소설의 1년 후 세계에서는, 바울에게 운반용 가마를 장착하여, 개인적으로 운반업을 한다.
기동력이 뛰어나 1대 1 공중전에 강하다. 다수와의 싸움은 서툴다.
패티 플루르(일본어: パティ・フルール, Patty Fleur)
14세·신장 132cm 무기:나이프 서브:권총 클래스：모험가
성우:사이토 치와
PS3판 추가 캐릭터. 해적 아이프리드의 재보를 찾고 있는 자칭 모험가 소녀. 말 끝에 〈じゃ(쟈)〉를 붙이는 등, 노인처럼 말한다. 좋아하는 것은 오뎅. 잘생긴 사람을 좋아해 유리를 마음에 들어한다.
4종류의 폼에 따라 특성이 바뀌어, 랜덤으로 강한 기술을 습득하는 등 상당히 까다로운 캐릭터.
이식판에서 추가된 파티 캐릭터로서〈테일즈 오브 판타지아〉의 스즈와 달리 오리지날 판에는 등장하지 않는 드문 케이스이기도 하다.

### 제국
테르카·류미레이스를 다스리는 국가. 치안을 수호하는 〈기사단〉과, 정치를 보좌하는 〈평의회〉의 두 기관이 황제를 받치고 있다. 그러나 인마대전 중, 황위의 증거인 〈하늘의 계전〉을 유실, 전 황제의 사후 이후 원수의 자리는 공석이다.
평민도 섞인 기사단과 귀족만으로 구성된 평의회는 사이가 좋지 않으며, 기사단은 요델, 평의회는 에스텔을 차기 황제로 추천하여, 각각이 나라의 장래를 좌지우지하려 암약 하고 있다.
요델·아르규로스·휴랏세인
성우：오가타 메구미
선 황제의 조카로, 기사단이 지지하는 차기 황제 후보. 기품있는 총명한 소년. 어수룩하지만 상당한 실력가로, 정치 수완은 확실하다.
초반에는 평의회의 라고우에게 납치당해 행방불명이었지만, 나중에 플렌과 마침 그 곳에 있던 유리에게 구출된다.
플렌을 굳게 믿고 있으며, 같은 차기 황제 후보인 에스텔과도 사이가 좋다. 후에 세계에 이변이 일어났을 때 평의회에 의해 전권을 위임받는다.
알렉세이·디노이어 (Alexei)
성우：코스기 쥬로타
제국의 기사 단장. 기사로서의 이상을 재현한 것처럼 성실하고 정직한 인물로, 어전시합(御前試合)에서 우승해 기사가 된 것에서 알 수 있듯이 검 실력이 뛰어나다. 그 카리스마는, 본래라면 황제를 지키기 위해 엘리트로 구성된 〈친위대〉를 사병화 할 수 있을 정도이다.
두뇌 또한 명석해 마도기에 대해서도 상세히 잘 알고 있고, 리타도 그 지식에는 마지못해 감탄하고 있다.
그러나 실체는 수많은 사건의 흑막으로, 목적을 달성하기 위해 수단을 가리지 않는 냉혹한 인물. 권모술수에 뛰어나 다른 사람의 야심까지 이용해 일련의 사건 뒤에서 암약하고 있었다. 이전에는 부패한 나라를 바꾸려 했지만, 현실에 부딪혀 〈패왕〉의 길을 선택한다. 개혁을 위해 에스텔을 이용하여 제국과 시조의 예장을 멸망시키고 세계를 지배하려 한다.
알렉산더·폰·큐모르
성우：노지마 켄지
큐모르 부대의 대장을 맡고 있는 청년. 기묘한 모습을 한 나르시스트로, 매우 히스테릭한 성격. 귀족 출신으로 선민의식이 강하고, 평민을 〈하민〉으로 업신여기며, 상관인 알렉세이나 슈반에 대해서도 험담을 한다. 규율을 지키지 않고 자신에게 유리하게끔 행동하며, 그것은 때때로 명확한 배임행위에 이르기도 한다. 장래에는 기사 단장이 되겠다는 꿈을 꾸고 있지만, 당사자는 담이 약하고 소심한 헤타레이다. 또한, 귀족혈통 출신이라는 이유로 대장으로 뽑혔기 때문에 능력이 없고 검술 실력은 평범. 카롤 왈 〈〈기분 나쁜 사람〉.
부대의 이미지 컬러는 핑크. 미무라라고 하는 누나가 있다.
슈반·올트레인
성우：타케모토 에이지
평민으로 주로 구성된 슈반 부대의 대장.황금 갑옷으로 무장한 청년.
제국 기사단 대장 주석, 즉 기사단의 넘버 2. 표면적으로 행동하지 않기 때문에, 기사단 내에서도 태생에 대해서는 그다지 잘 알려져 있지 않고, 이름과 위업이 유명하다. 직속 부하들에게 신뢰 받고 있고 기사로서는 소문대로 뛰어난 사람. 그도 평민 신분이지만 출세한 인물이다.
부대의 이미지 컬러는 오렌지.
인마전쟁에서 명예롭게 전사하지만, 그때 알렉세이가 무성마도기를 겸한 심장마도기를 심어 소생시킨다. 신뢰하고 있던 기사 단장의 변심을 알고 모든 것에 절망, 그 뒤 도구처럼 그의 명령에 따라 움직이고 있다.
소디아
성우：나가사와 미키
플렌 부대에 소속한 여기사로 플렌의 부관. 원래는 큐모르 부대로, 귀족출신. 고양이처럼 올라간 눈꼬리와 왼쪽 눈 밑의 검은 사마귀가 특징으로 단정한 용모. 기사답게 고지식하고 신경질적인 성격.
기사로서 자신의 이상과 신념을 관철하는 플렌을 깊게 경애하며, 마음을 품고 있다. 그렇기 때문에 언제나 그의 근처에 서있는 유리에게는 질투와 비슷한 감정을 가지고 있고, 자신이 경애하는 플렌의 소꿉친구가 죄인이라는 사실을 용납하지 못하고, 유리에 대해 적개심을 안고 있다.
위틸
성우：오오모토 마키코
플렌 부대에 협력하고 있는 아스피오의 소년마도사. 매우 작은 몸집. 동그란 머리 꼭대기에 더듬이처럼 머리카락이 튀어나와 있어 〈사과머리〉라고 불린다.
리타와 같은 아스피오의 연구원이지만, 그녀에게 그다지 좋은 감정을 가지고 있지 않고, 라이벌로 여기고 있다. 그러나 정작 그 본인은 전혀 상대해주지 않고 있다.
크롬
성우：아라이 사토미
기사단 소속으로, 기사 단장 알렉세의 부관(비서)인 크리티아 족의 여성. 〈제국 기사단 특별 자문관〉이라는 직함때문에 항상 신비적인 분위기가 맴돌고 있다.
루브란
성우：히로세 마사시
기사단의 소대장으로, 슈반의 부하. 유리를 죄인으로서 계속 쫓고 있지만 정의감이 강하고 근면성실, 정직한 성격으로, 본성은 좋은 사람.
아데 콜
성우：난바 케이이치
루브란의 부하로 기사단의 하급기사. 마른체격에 콧수염이 특징. 복코스의 파트너. 유리가 〈울퉁〉이라고 불러 유리를 눈엣가시로 여기고 있다. "~인 것이다."가 말버릇. 무기는 한 손검.
예전에 체납한 세금을 징수하러 갔을 때 유리에 의해 강에 떨어져 3일간 감기로 드러누웠던 적이 있다.
복코스
성우：사쿠라이 토시하루
루브란의 부하로 기사단의 하급기사. 뚱뚱한 체격으로 아데 콜의 파트너. 유리가 〈불퉁〉이라 불러 눈엣가시로 여기고 있다. "- 이다"라는 건방진 말투가 특징. 무기는 창.
라고우
성우：타구치 타카시
제국평의회 일원으로 카프와·놀의 집정관. 거리에 압정을 깔고 따르지 않는 사람을 붙잡아 마물의 먹이로 삼는 등 극악무도한 행동으로 백성을 괴롭히고 있다.
발보스와 손을 잡고 기사단과 길드를 충돌시켜 평의회가 유리한 입장이 되게 하려하나, 유리 일행에 의해 저지당하고 나중에 유리에 의해 암살된다.
캐나리
서브 이벤트에서 이름만 등장. 10년 전 인마전쟁으로 죽은 기사단 여성. 슈반의 친구로 그가 몰래 좋아하던 상대이며, 이에가의 연인이었다. 뛰어난 궁수였던 듯, 생전에 가보의 명궁을 애용하고 있었다. 좋아하는 꽃은 키르탄서스.

### 길드
제국의 법에서 벗어나 스스로 정한 규칙을 준수하는 사람들의 모임. 제국 입장에서는 있어서는 안될 사람들의 집단이기 때문에 기본적으로 대립하고 있지만, 현 제국에서는 길드 없이는 생활할 수 없는 부분도 있기에 그 존재를 어느 정도는 묵인하고 있다.

#### 길드 유니온
5대 길드로 불리는 《하늘을 쏘아 맞히는 화살》, 《행복의 시장》, 《붉은 유대 용병단》,《유구의 문》, 《영혼의 철퇴 (스미스 더 소울)》을 중심으로 한 길드연합조합으로, 당레스트에 본거지를 구성하고 있다.
모든 길드가 유니온에 가맹되어 있는 것은 아니지만, 유니온의 의향을 무시할 수 있는 길드가 없는 것을 보면, 그 영향력이 절대적인 것을 알 수 있다.

#### 하늘을 쏘아 맞히는 활(알토스크)
당레스트 방위를 주로 맡고 있으며, 5대 길드의 핵심적인 최대 규모의 길드.
돈·화이트 호스
성우：카토 오사무
5대 길드연맹인 길드 유니온의 원수이자, 《하늘을 쏘아 맞히는 화살》의 수령인 노인. 매우 힘이 세고, 총명한 한편 강직한 정신을 가진 카리스마있는 인물. 과거에 인마전쟁에도 참가했었다. 많은 사람들의 존경을 받고 있으며 타 길드의 수령조차 존경하는 위대한 남자.
하리
성우：오노 다이스케
돈·화이트 호스의 손자. 《하늘을 쏘아 맞히는 화살》에 소속해 있지만, 위대한 조부의 존재와 주위의 기대에 압박감을 느끼고 있다. 조부의 사후 뒤 길드를 하나로 모을 자신이 없어 망설여하지만, 카롤의 말에 자극받고 조금씩 적극적으로 길드에 두각을 나타나게 된다.

#### 마사냥의 검(마가리의 검)
단원의 대부분이 나쁜 마물에 의해서 소중한 것을 잃은 사람들이기 때문에, 모든 마물을 악으로 여기고, 퇴치하는 것을 신념으로 하는 전투파 길드. 설령 그것이 시조의 예장 이라 할지라도 죽이려 하기에, 유리 일행의 《늠름한 금성》과는 적대 관계이다.
크린트
성우：타카다 유지
《마사냥의 검》의 수령. 대검을 두른 놀라운 솜씨의 검사. 마물이라면 상대가 누구이던지〈악〉으로 여기고 퇴치하려는 경향이 있다. 사실은 시조의 예장의 존재 의의를 알고 있지만, 가족을 살해당하고 그들을 증오하고 있다. 무인으로서는 예의가 바르고, 무뚝뚝하지만 세심한 일면도 보인다.
티손
성우：하스이케 류조
후드를 깊게 덮어쓴 전사, 민첩한 움직임과 양손 손가락에 장착한 독 손톱이 무기. 광적으로 텐션이 높고, 마물과의 전투를 즐기고 있다.
난 (Nan)
성우：치바 사에코
카롤의 소꿉친구인 소녀. 티손의 제자.　어릴 적 눈앞에서 마물에게 부모님이 살해당해, 마물을 증오하고 있다. 조금 신랄한 성격으로 특히 카롤에게 차갑게 대하지만, 이런저런 이유로 그를 가만히 내버려 두지 못한다.
《테일즈 오브 버서스》에서 그녀의 무기인 부메랑이 아이템으로 등장한다.

#### 행복의 시장(길드 드 마르셰)
각지에 시장을 열고 있는 상업 길드로, 제국과도 우호 관계이다. 5대 길드 중 하나.
메어리·카우프만
성우：야마자키 와카나
《행복의 시장》의 사장. 상업에 대한 뜨거운 정열을 가진 성인 여성으로, 길드나 제국을 넘어 세계 각지에서 활동하고 있으며, 가끔 유리 일행의 모험을 돕는다. 붉은 머리와 안경이 트레이드 마크로, 퍼스트 네임으로 부르는 것을 싫어한다. 루브란과 과거에 어떤 관계가 있었던 것 같다.

#### 붉은 유대 용병단(블러드 얼라이언스)
용병 길드. 5대 길드 중 하나. 강압적인 방식이 문제시되고 있다.
발보스 (Barbos)
성우：히로세 마사시
고전적인 해적처럼 생긴 거인. 〈강풍의 발보스〉라 자칭한다. 흉포하고 야심만만한 성격으로, 예전에는 돈을 추종하는 전사로 불렸었다. 라고우와 손을 잡고 돈 대신에 자신이 유니온의 톱에 서려고 했지만 유리 일행에 의해 저지당한다. 데젝키에게 훔치게 한 변두리의 수도마도기의 마핵을 사용해 유리 일행에게 압도적인 힘을 과시하지만 듀크의 도움을 받은 그들에게 진다.

#### 해흉의 발톱(리바이어선의 발톱)
암살이나 무기 밀매등을 하는 어둠의 길드. 마도기 밀매도 행하는 등, 독자적인 유통 루트를 가지고 있다.
예거 (Yeager)
성우：이와타 미츠오
낫이나 여러 총기류, 방패로 가변하는 무기를 취급하는, 《해흉의 발톱》의 수령. 연미복을 입은 청년으로, 소위 루어로 말하는 기묘한 남자. 하는 행동에 비해 유리 일행과 대등하게 싸울 수 있을 정도로 뛰어난 실력의 전사이며, 일에는 사적인 감정을 전혀 개입하지 않는 냉혹함도 가지고 있다. 기본적으로 유리 일행이나 길드 유니온과 대립하고 있지만, 속으로는 돈을 존경해, 전쟁고아를 수용하는 시설에 무상으로 고액기부하고 있다.
실은 인마전쟁에서 전사했으나, 알렉세이가 심장마도기를 가슴에 심어 살고 있는 인물이다.
고슈&드로와트
성우：아라이 사토미&나가사와 미키
예거의 충실한 측근으로, 가변하는 총검을 다루는 두 소녀. 고슈는 붉은 머리로 성실한 말투. 드로와트는 녹색 머리로 허물없는 말투.
인마전쟁으로 부모님을 잃은 고아들로, 자신들이 신세지고 있던 고아원에 고액기부를 하고 있던 예거에 대한 은의로 길드에 참가했다.

#### 전사의 전당(파레스트라레)
투기장을 운영하는 사람들로 구성된 길드. 노드폴리카의 자치를 담당하고 있고 유니온에는 참가하고 있지 않다.
베리우스
성우：쿠지라
《전사의 전당》의 통령(두체). 초생달이 뜬 밤에만 사람들 앞에 모습을 나타내는 수수께끼의 여자. 정체는 노파처럼 말하는 여우를 닮은 시조의 예장. 돈·화이트 호스와는 구면인 사이.
낫츠
성우：야나다 키요유키
《전사의 전당》의 통령 대리. 표면상 모습을 나타내지 않는 베리우스를 대신해 외교를 맡고 있다. 안대를 두르고 있어 딱딱해 보이지만, 예의바른 인물. 베리우스 사후 뒤, 《전사의 전당》의 계승자로서 노드폴리카를 지킨다.　과거에 혼자 여행하던 도중, 마물로 착각 해 싸움을 걸었다가 베리우스에게 도리어 당했던 것이 지금의 주인과의 만나게 된 것 같다.

#### 유구의 문(루인즈 게이트)
유적 발굴을 생업으로 하는 길드. 5대길드 중 하나.
라기 (Regaey)
성우：이와타 미츠오
《유구의 문》의 수령. 온화하고 착실한 성격으로 사람이나 가축에 해를 끼치지 않는 호인. 말을 더듬는 것이 특징.

### 그 외
자기 (Zagi)
성우：스야마 아키오
살인청부업자. 어느 길드에도 속해 있지 않고, 여러 조직에서 주로 암살을 도맡아 하고 있다. 강한 적과의 싸우는 것을 즐기고, 흥분하면 동료도 주저없이 살해한다. 처음에는 플렌이 표적이었지만 유리를 플렌으로 착각해 싸운 싸운 뒤, 그 실력에 감동해 그를 호적수로 여기고 일방적으로 라이벌 의식을 불태운다.
행크스
성우：쵸
변두리 마을의 촌장. 유리와 친하고, 가끔 터무니없는 행동을 하는 유리를 꾸짖으며 도와주기도 한다.
리치
여행마차 〈모험왕〉을 운영하는 남자. 부친은 레긴. 유격답사단의 유일한 생존자이며, 아버지의 뜻을 이어 기간트 몬스터를 쓰러뜨리기 위한 여행을 하고 있다. 무뚝뚝하고 과묵하지만 사명감이 강하다.
카렌
여행마차 〈모험왕〉을 운영하는 여자. 리치를 '오빠'라고 부르며 따르고 있다.
두 사람의 부친이 친구 사이이고 예전부터 가족들과 알고지내, 카렌이 리치를 '오빠'라고 부르는 것도 그 때문이다. 또한 결혼을 약속한 연인 사이이기도 하다.
토크나가
해선 길드 '우미네코의 시'의 멤버로 마도선 '피에르티아호'의 조종사. 예전에는 카우프만 밑에서 화물운반을 주업무로 맡고 있었지만, 어떤 일의 보수로 배 통째 유리 일행에게 바친 후 〈금성의 묘죠〉전속 조종사가 된다. 파마머리와 선글라스가 트레이드마크.

### 시조의 예장(엔테레 케이아)
펠로
성우: 이나다 테츠
현 시조의 예장 맹주. 거대한 새의 모습을 하고 있고 사막의 하늘에서 그 모습을 볼 수 있다. 이지적일 때도 있고, 감성적일 때도 있는 기분파 성격. 세계를 진정으로 사랑하며 세계에 해를 끼치는 존재에게는 가차없다.
그시오스
에레알루민 석영림을 근거지로 삼는, 거북이 형상의 시조의 예장. 한걸음만 내딛어도 대지를 흔드는 거대한 몸집을 갖고 있다. 사람의 말은 이해하지만 자신이 말하는 일은 없다.
아스탈
사슴의 모습으로 하늘을 뛰어다니는 시조의 예장. 백티온 신전에 모셔져 있다.
크로네스
해파리와 같은 모습의 거대한 시조의 례장. 숨겨진 거리 묘르조를 덮쳐(먹었다), 항상 하늘에 떠있다.
바울
고래같은 모습의 하늘을 날 수 있는 시조의 례장. 마음의 유대로 연결된 쥬디스의 파트너로, 10년 전 인마전쟁에서 그녀를 구했다.사람의 말은 할 수 없지만, 쥬디스와는 의사소통이 가능하다. 나중에 전보다 거대하게 성장, 〈피에르티아호〉를 안고 나는 것이 가능하게 되어 유리 일행이 이동하는데 크게 공헌한다. 종족 중에서는 아직 젊은 축에 속해 성장하여 성핵을 생성할 수도 있기 때문에 에알을 가지고 있지 않다.
엘시훌
인마전쟁 이전의 시조의 예장의 맹주. 10년 전 인마전쟁을 종결시킨 주인공. 사람과 공존할 것을 호소, 인간 편에 서 동족과 싸웠지만 종전 후 그 힘을 두려워한 제국에 의해 암살되었다.
스파이럴 드라코
아득히 먼 옛 시절의 시조의 예장의 맹주. 듀크의 말을 보면 마장비로 불리는 무기는 스파이럴 드라코가 만든 것인 것임을 알 수 있다.

### 정령
운디네
미녀의 모습을 한 물의 정령. 운디네는 '물을 다스리는 사람'을 의미한다.
이프리트
도마뱀의 모습을 한 불의 정령. 이름은 '불의 화신'을 의미한다.
실프
요정의 모습을 한 바람의 정령. 이름은 '바람을 자아내는 자'를 의미한다.
놈
작은 동물의 모습을 한 땅의 정령. 사람의 말은 하지 못한다. 이름은 '뿌리를 내리는 자'를 의미.

### 중요 인물
듀크 반더레이 (Duke Pantarei)
성우：코야마 리키야
전아하고 환상적인 분위기를 가진 은발의 미남. 손에 쥐고 있는 신기한 검으로 에알을 제어할 수 있다. 그 몸놀림을 보아 그도 뛰어난 전사임을 알 수 있다.
때때로 유리 일행의 앞에 나타나, 경고를 해주기도 하고 그들을 돕는 등 의문스런 행동을 한다. 투기장과 같은 오락을 '저속하다'고 표현한다.
헤르메스
크리티아족 마도기 연구자로 쥬디스의 부친. 마도기 연구에 정열을 갖고 바울이나, 어린 쥬디스를 데리고 세계 각지를 여행했지만 인마전쟁에 휘말려 사망. 리타도 인정할 수밖에 없는 천재적인 연구자로, 헤르메스식 마도기의 발명가지만, 동시에 파괴하는 방법을 암호문으로 딸에게 맡겼다.
서브 이벤트에서 쥬디스의 부친인 것을 추측할 수 있다.

## 플레이스테이션 3판
2009년 9월 17일에 신규 요소가 추가되어 플레이스테이션 3에 이식하여 발매되었다.
추가 요소는 아래와 같다.
- 신 파티 캐릭터 - 패티 플루르 추가
- 플렌의 파티 가입 시기 증가・연장
- 스페셜 플래그 R(라피드를 파티 선두로 세우는 것이 가능)추가
- 테일즈 오브 디 어비스 캐릭터 코스츔 추가

유리는 애쉬, 에스텔은 티아, 플렌은 루크.
- 이벤트 카메라 웍 연출 수정, 이벤트 스킵 기능 추가
- 신규 던전, 신규 보스 캐릭터, 신규 몬스터, 추가
- 서브 이벤트 추가 및 확장

## 주제가
XBOX 360, PS3, 극장판 공통
- 곡명: <종을 울리며>(鐘を鳴らして, 일본어 판), <Ring A Bell>(외국어 판)
- 가수: 보니 핑크

## 극장판
테일즈 오브 베스페리아 ~The First Strike~ (テイルズ オブ ヴェスペリア ～The First Strike ～ )
2009년 10월 3일 개봉
타이틀의 로고마크가 기사단의 문장으로 쓰이고 있다.

### 스탭
- 감독：카메이 칸타(亀井幹太)
- 프로듀서：요시즈미 마코토(吉積信、湯川淳、寺川英和)
- 각본：요시다 레이코(吉田玲子)
- 음악：센쥬 아키라(千住明)
- 캐릭터 디자인・캐릭터 작화감독：마츠타케 토쿠유키(松竹徳幸)
- 작화감독：키세 카즈치카(斎藤卓也・黄瀬和哉・海谷畝久)
- 미술감독：(大野広司)
- 색채설계：(井上住津枝)
- 3D감독： 엔도 마코토(遠藤誠)
- 촬영감독：(山田和弘)
- 음향감독： 와카바야시 카즈히로(若林和弘)
- 애니메이션 제작：프로덕션 I.G
- 제작：반다이 남코 게임스・반다이 비주얼・프로덕션I.G
- 제작협력：토큐 에이전시
- 배급：카도카와 영화

### 캐스트
- 유리 로웰：토리우미 코스케
- 플렌 시포：미야노 마모루
- 나이렌：타니구치 타카시
- 가리스타：미야모토 미츠루
- 샤스테일：미즈사와 후미에
- 히스카：오가사와라 아리사
- 에스텔리제：나카하라 마이
- 리타：모리나가 리카
- 레이븐：타케모토 에이지

## 만화
카도카와 서점이 발행하고 있는 테일즈 오브 매거진에 2008년 8월 7일에 발매된 창간호에 연재개시
테일즈 오브 베스페리아
작화 : 모리타 유즈카(森田柚花) 테일즈 오브 매거진
테일즈 오브 베스페리아 ~플렌 성스런 백은의 기사~
작화:(小枕チヨリ) 테일즈 오브 매거진

## 소설
지음：이와사 마모루(岩佐まもる) 일러스트：우에다 유메히토(上田夢人) 카도카와 스니커 문고(角川スニーカー文庫)
- 테일즈 오브 베스페리아I (テイルズ オブ ヴェスペリア I)
- 테일즈 오브 베스페리아II (テイルズ オブ ヴェスペリア II)

지음：야지마 사라(矢島さら)　일러스트：나가시마 아츠코(中嶋敦子)　패미통 문고(ファミ通文庫)
- 테일즈 오브 베스페리아 금의 만월 (テイルズ オブ ヴェスペリア 金の満月)
- 테일즈 오브 베스페리아 청의 천공 (テイルズ オブ ヴェスペリア 青の天空)

## 라디오
- 테일즈 링 베스페리아

- 방송 사이트: 애니메이트 TV
- 방송 기간: 2009년 6월 25일 ~
- 방송 주기: 매월 마지막 주 목요일
- 방송 형식: 인터넷 스트리밍
- 퍼스널리티: 나카하라 마이(에스텔 역)
- 게스트:

1회: 토리우미 코스케(유리 로웰 역)
2회: 모리나가 리카(리타 몰디오 역)
3회: 와타나베 쿠미코(카롤 카펠 역)
4회: 히사카와 아야(쥬디스 역)
5회: 타케모토 에이지(레이븐 역)
6회: 미야노 마모루(플렌 시포 역)
7회: 사이토 치와(파티 플레르 역)
8회: 이시이 마코토(라피드 역)
9회: 코야마 리키야(듀크 반타레이 역)

## 관련상품

### 서적
- 테일즈 오브 베스페리아 공식 컴플리트 가이드 (야마시타 쇼텐, 2008년)
- 테일즈 오브 베스페리아 퍼펙트 가이드 (엔터플레인, 2008년)

### 사운드트랙
- 테일즈 오브 베스페리아 오리지날 사운드 트랙

### 드라마시디
- 테일즈 오브 베스페리아 Vol.1 2009년 5월 29일 발매
- 테일즈 오브 베스페리아 Vol.2 2009년 6월 24일 발매
- 테일즈 오브 베스페리아 Vol.3 2009년 7월 23일 발매
- 테일즈 오브 베스페리아 Vol.4 2009년 8월 26일 발매
- 테일즈 오브 베스페리아 Vol.5 2009년 9월 18일 발매

프론티어 웍스(フロンティアワークス)에서 발매.

## 평가
| 평가 |                                                              |
| --- | ------------------------------------------------------------ |
| 통합 점수 통합사 점수 메타크리틱 (X360) 79/100 [ 2 ] (Switch) 83/100 [ 3 ] (PS4) 81/100 [ 4 ] (Xbox One) 80/100 [ 5 ] 평론 점수 평론사 점수 1UP.com B+ [ 6 ] 디스트럭토이드 8/10 [ 7 ] 에지 8/10 [ 8 ] 유로게이머 8/10 [ 9 ] 패미츠 (X360) 35/40 [ 10 ] (PS3) 35/40 [ 11 ] 게임 인포머 7.5/10 [ 12 ] 게임프로 85/100 [ 13 ] 게임스팟 8.5/10 [ 14 ] 게임스파이 [ 15 ] IGN 8.2/10 [ 16 ] 닌텐도 라이프 [ 17 ] 닌텐도 월드 리포트 [ 18 ] OPM (UK) 8/10 [ 19 ] OXM (US) 8.5/10 [ 20 ] Hardcore Gamer 4/5 [ 21 ] RPGFan (X360) 89% [ 22 ] (PS3) 91% [ 23 ] (Switch) 85% [ 24 ] |                                                              |
| 통합 점수 |                                                              |
| 통합사 | 점수                                                         |
| 메타크리틱 | (X360) 79/100 (Switch) 83/100 (PS4) 81/100 (Xbox One) 80/100 |
| 평론 점수 |                                                              |
| 평론사 | 점수                                                         |
| 1UP.com | B+                                                           |
| 디스트럭토이드 | 8/10                                                         |
| 에지 | 8/10                                                         |
| 유로게이머 | 8/10                                                         |
| 패미츠 | (X360) 35/40 (PS3) 35/40                                     |
| 게임 인포머 | 7.5/10                                                       |
| 게임프로 | 85/100                                                       |
| 게임스팟 | 8.5/10                                                       |
| 게임스파이 | [ 15 ]                                                       |
| IGN | 8.2/10                                                       |
| 닌텐도 라이프 | [ 17 ]                                                       |
| 닌텐도 월드 리포트 | [ 18 ]                                                       |
| OPM (UK) | 8/10                                                         |
| OXM (US) | 8.5/10                                                       |
| Hardcore Gamer | 4/5                                                          |
| RPGFan | (X360) 89% (PS3) 91% (Switch) 85%                            |